# 응용미술관 (빈)
응용미술관(독일어: Museum für angewandte Kunst, MAK)은 오스트리아 빈에 위치한 미술관이다. 인네레슈타트에 위치하고 있다. 2015년, 암호화된 화폐인 비트코인으로 미술품을 사들인 첫번째 미술관이 되었다.

## 역사
1863년 3월 7일, 프란츠 요제프 1세 황제에 의해 오스트리아 제국 왕립 예술 산업 박물관이라는 이름으로 설립되었다. 초대 관장으로 빈 대학 미술사학과 교수였던 루돌프 폰 에텔베르거(Rudolf von Eitelberger)가 임명되었다. 1852년에 설립된 런던의 사우스 켄싱턴 박물관을 따라 예술가, 공학자 및 대중을 위한 컬렉션을 전시하고 디자이너와 공예가를 교육시키는 것이 목표였다. 1864년 5월 12일에 호프부르크(Hofburg) 옆에 있는 발하우스(Ballhaus) 건물에서 임시 개관식을 가졌다.
1867년 빈 예술 및 공예 학교를 설립하고 이론 및 실습 교육을 진행했다. 1900년경에 박물관과 예술 공예 학교는 각각 별도로 관리 되었지만 1909년에서야 최종적으로 분리되었다.
1907년 MAK는 오스트리아 왕립 무역 박물관의 소장품 대부분을 인수했다.

## 전시

### 비엔나 비엔날레
2015년 MAK는 예술, 디자인 및 건축을 결합한 최초의 비엔날레인 비엔나 비엔날레를 개최했다. 2015년 6월 11일부터 10월 4일까지 열렸으며 빈 응용예술대학, 빈 쿤스트할레, AIT 오스트리아 등의 지원이 있었다. 이후로 2년에 한 번 비엔날레 개최를 이어가고 있다.

### 김일성 주석께 드리는 꽃
2010년 5월, 오스트리아 최초의 조선민주주의인민공화국 예술품 전시회인 《Blumen fuer Kim Il-Sung》을 개최했다. 전시를 위해 페터 노이퍼(Peter Noever) 당시 MAK 관장은 2003년부터 다섯 번 가량 조선을 직접 방문하기도 했다. 전시된 작품은 주로 김정일과 김일성을 찬양하는 초상화 및 포스터류로, 조선 영토를 처음으로 벗어난 것이 대부분이었다.
작품 훼손을 우려해 공항 검색대를 설치하고 작품당 두 명의 경호원을 배치하는 등 삼엄한 보안 조치를 취했는데, 공공시설의 특성 상 비용을 모두 오스트리아 국민 세금으로 충당함에 따라 적정성 논란이 제기되었다. 하지만 페터 노이퍼는 해당 전시와 관련된 정부 지급 보증을 재무부가 거절했다며 이해할 수 없다는 입장을 밝혔다. 대한민국 국민으로 이뤄진 오스트리아 한인회는 반대 성명을 내고 박물관 앞에서 규탄대회를 가졌다.
이듬해 11월, 페터 노이퍼는 조선 정부로부터 친선훈장을 수여받았다.

## 참고 문헌
1. ↑  “MAK Vienna becomes first museum to acquire art using bitcoin”. Art News. 2015년 4월 28일에 확인함.
2. ↑  “Artikel Detail - MAK Museum Vienna”. 《빈 응용미술관》 (영어). 2023년 3월 10일에 확인함.
3. ↑  “VIENNA BIENNALE FOR CHANGE 2019 – MAK Museum Vienna”. 《빈 응용미술관》.
4. ↑  “VIENNA BIENNALE FOR CHANGE 2021 – MAK Museum Vienna”. 《빈 응용미술관》.
5. 1 2  “북한정보 - KOTRA 해외시장뉴스”. 2023년 3월 18일에 확인함.
6. ↑  “오스트리아 한인회, 29일 대북 규탄대회”. 《자유아시아방송》. 2023년 3월 18일에 확인함.
7. ↑  “메뉴별동향상세”. 《북한정보포털》. 2011년 11월 16일. 2023년 3월 18일에 확인함.

## 같이 보기
- 응용미술관 (부다페스트)
- 빈 응용예술대학교
- 오토 바그너